# Erastus Fairbanks

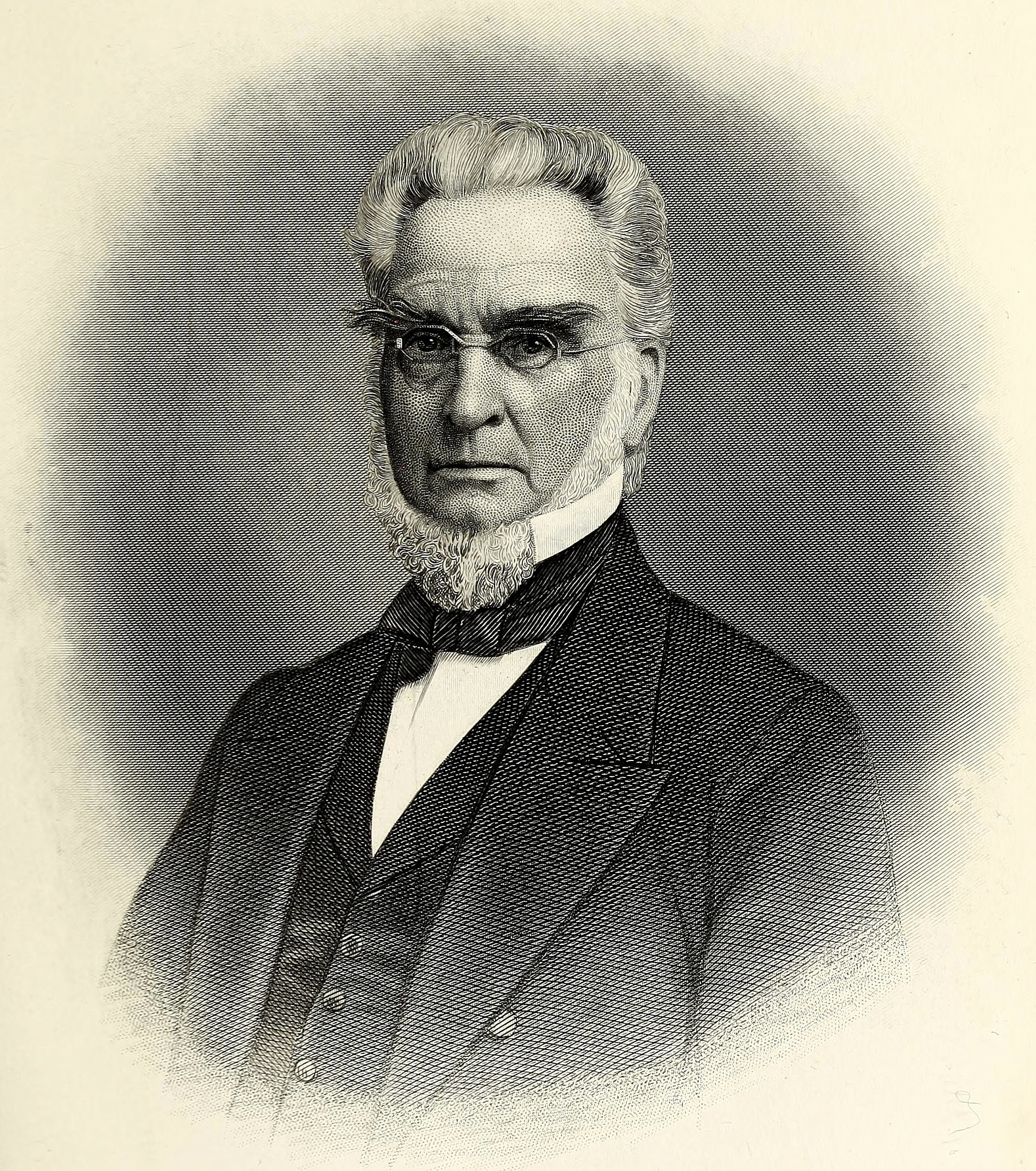
Erastus Fairbanks.

Erastus Fairbanks, född 28 oktober 1792 i Brimfield, Massachusetts, död 20 november 1864 i St. Johnsbury, Vermont, var en amerikansk politiker och affärsman. Han var guvernör i delstaten Vermont 1852–1853 och 1860–1861. Han var först medlem i Whigpartiet och sedan republikan.
Fairbanks grundade tillsammans med brodern Thaddeus det framgångsrika företaget E & T Fairbanks Company (senare Fairbanks Scales). Fairbanks efterträdde 1852 Charles K. Williams som guvernör i Vermont. Året efter efterträddes Fairbanks av demokraten John S. Robinson.
Republikanerna blev sedan det dominerande partiet i Vermont och innehade guvernörsämbetet kontinuerligt från partiets grundande år 1854 till år 1963. Även Fairbanks bytte parti till republikanerna och tillträdde 1860 på nytt som guvernör.  Han efterträddes 1861 av Frederick Holbrook.
Kongregationalisten Fairbanks gravsattes på Mount Pleasant Cemetery i St. Johnsbury. Sonen Horace Fairbanks var guvernör i Vermont 1876–1878.